# La gallina de los huevos de oro (historieta)
La gallina de los huevos de oro es una historieta de 1976 del dibujante de cómics español Francisco Ibáñez protagonizada por Mortadelo y Filemón.

## Sinopsis
El profesor Bacterio ensaya con su gallina "Sarita" un pienso para que ponga huevos de oro. El experimento funciona, pero "Sarita" se escapa. Mortadelo y Filemón deben encontrarla antes que otro descubra semejante fortuna.

## En otros medios
- Ha sido adaptado al completo en el episodio de la serie de televisión sobre los personajes.[2]